# Poskytovatel internetového připojení
Poskytovatel internetového připojení (používána zkratka ISP z anglického Internet service provider, nebo IAP z Internet access provider) je firma nebo organizace zprostředkující přístup do Internetu, tj. poskytující telekomunikační služby. V minulosti byla většina ISP zároveň telefonními společnostmi nebo si od nich infrastrukturu pronajímala. Dnes jsou to samostatné společnosti s vlastní velmi specifickou infrastrukturou zaměřenou zejména na přenos dat a zpětně dochází k integraci telefonních a dalších služeb.

## Historie
Vznik ISP těsně souvisí s rozvojem Internetu, který se z původní čistě akademické sítě pro vysoké školy (ARPANET vznikl v roce 1969) rozrostl i do domácností a firem, a proto vznikl prostor pro komerční připojení k Internetu. První komerční ISP (společnost The World) vznikl v roce 1989 v Brookline ve státě Massachusetts.

## Možnosti připojení ISP
ISP disponuje škálou technologií, které umožňují spotřebitelům připojit se k jejich síti. Pro domácí uživatele patří mezi nejpopulárnější možnosti Digital Subscriber Line (většinou VDSL), bezdrátový přístup pomocí Wi-Fi, prostřednictvím poskytovatele kabelové televize, optického kabelu (FTTH) a ISDN nebo satelitní připojení.
S rostoucí oblibou stahování hudby, internetového videa a s všeobecnou poptávkou po rychlejším načítání jednotlivých webových stránek se vyšší rychlosti připojení k internetu stávají stále populárnějšími. Dnes už si například neumíme představit, že bychom používali připojení pomocí ISDN.

## Jak ISP připojit k internetu
Tak jako jejich zákazníci platí společnosti (ISP) za přístup k internetu, ISP sama platí nadřízené ISP za internetový přístup.
V nejjednodušším případě je každé připojení zavedeno na upstream ISP používající jednu z technologií popsanou výše a ISP používá toto připojení k odeslání nebo příjmu jakýchkoli dat do (respektive z) různých částí internetu. Upstream ISP využívá své vlastní upstream připojení nebo připojení k jejich dalším zákazníkům (obvykle další ISP), aby data mohla cestovat od zdroje k cíli.
Ve skutečnosti je situace často mnohem komplikovanější. Například ISP s více než jedním PoP (Point of Presence) může oddělit připojení na upstream ISP v mnohonásobný PoP, nebo mohou být zákazníci mnohonásobného upstream ISP a pak mají připojení od každého ke každému. ISP se může angažovat v peerování, kde se mnohonásobný ISP připojuje navzájem v (peering bodu) nebo v internetovém vyměňovacím bodě (IX) (Internet exchange point), dovolujícím směrování dat mezi jejich sítěmi, aniž by si je navzájem účtovali - data, která by jinak prošla skrze jejich upstream ISP a způsobila tak účtování od upstreamového ISP. ISP, kteří nepotřebují upstream a mají pouze zákazníky a/nebo peery, jsou nazývány Tier 1 ISPs, což dává najevo jejich stav na vrcholu internetové hierarchie. Routery, switche, Internet routing protokoly a odborný posudek administrátorů sítě - všechny tyto aspekty hrají svoji roli v zajišťování té nejlepší dostupné cesty, kterou data putují a ve vzájemném kontaktu poskytovatelů (ISP).

## Virtuální ISP
Virtuální ISP (vISP) vykupuje služby od ostatních ISP, což dovoluje zákazníkům virtuálního ISP vstoupit do internetu přes jednoho či
více PoP (Point of Presence), které jsou vlastněny a obsluhovány virtuálním ISP. Existují různé modely poskytování těchto typů služeb. Například virtuální ISP by mohl poskytovat přístup do sítě koncovým uživatelům přes dial-up modem PoP či DSLAM připojených k telefonní ústředně, a router, switch a/nebo tunel - cestu ke koncovému uživateli do vISP sítě, načež mohou cestovat ke svému cíli ve špičce. V jiném modelu, virtuální ISP necestuje žádnou cestou koncového uživatele, ale potřebuje pouze poskytnout AAA (Authentication, Authorization and Accounting) tedy funkce ověření pravosti, oprávnění (autorizace) a akontace, ale třeba i některé služby jako email nebo webhosting.
Každá daná ISP může používat jejich vlastní PoPy k doručení jedné služby a používat virtuální ISP model k doručení jiné služby, nebo použít kombinaci k doručení služby v odlišných oblastech. Služby poskytované virtuálním ISP v modelu virtuální ISP se liší od těch od upstreamového ISP, i když v některých případech bývají obojí od stejné firmy. První poskytuje propojitelnost (konektivitu) od koncového uživatele k internetu nebo k ISP koncového uživatele, druhá poskytuje propojitelnost od ISP koncového uživatele ke všem částem nebo zbytku internetu.
Virtuální ISP může být také přiřazováno k zcela automatizované "white label" (bílý symbol, popisek) službě nabízené každému zadarmo nebo za minimální zřizovací poplatek. Současný ISP zajišťující služby vytváří tržby z telefonních hovorů a může se také podělit o procento svých tržeb s vlastníkem virtuálního ISP. Všechny technické aspekty jsou vyřešeny, tudíž na vlastníkovi virtuálního ISP zůstává jen propagace služeb.
Tento druh služby (jeho rozšíření) upadá díky popularitě neměřeného přístupu k internetu, zvaného flatrate (= česky „bez omezení, neomezený, atp“... )

## Poskytovatelé internetového připojení v ČR
Vlastníkem a provozovatelem největší telekomunikační sítě pokrývající území celé České republiky je společnost CETIN patřící do investiční skupiny PPF. Při poskytování služeb CETIN spolupracuje s více než dvaceti poskytovateli internetového připojení v ČR, mezi které patří národní telekomunikační operátoři O2, T-Mobile a Vodafone, ale i lokální poskytovatelé, kteří využívají síť CETIN k dodávání multimediálních služeb (vysokorychlostní internet, televizní služby a hlasové služby) do domácností a firem.
Jednotliví poskytovatelé mají přístup do síťové infrastruktury CETINu, což jim umožňuje poskytovat všechny dostupné technologie: metalické připojení, optické připojení, multimediální a hlasové služby. Od roku 2020 mohou poskytovatelé nabízet svým zákazníkům rovněž speciální zakončení sítě zvané Terminátor, což je speciálně vyladěné zařízení pro síť CETIN, které skrze technologii bonding dokáže zrychlit i místa, kde ještě není vybudovaná optická síť. Vzhledem k mnohem větší míře propojení se sítí CETIN je Terminátor schopen také mnohem rychleji a jednodušeji odhalit případný problém s připojením, a to díky vzdálené diagnostice, která dokáže odhalit příčinu tohoto problému.